# The Sacred Pools
The Sacred Pools è un videogioco del 1997 sviluppato da SegaSoft e mai pubblicato. Anche noto con i titoli Rebellion e Amazonia, il gioco è stato presentato all'E3 1996 e mai messo in commercio a causa dell'accoglienza negativa da parte della stampa. Il gioco doveva essere disponibile per Sega Saturn, Windows e Macintosh. Nonostante anche altri titoli della SegaSoft siano stati cancellati, The Sacred Pools sarebbe stato il primo videogioco per adulti disponibile su console Sega.